# Hingula (chi bướm)
Hingula là một chi bướm đêm thuộc họ Noctuidae.

## Các loài
- Hingula albolunata Moore, 1882
- Hingula transvitta Moore, 1887